# Jozo Radoš
Jozo Radoš (Seonica, Tomislavgrad, 3. studenoga 1956.), hrvatski je političar lijevoga centra, od 2000. do 2002. godine ministar obrane, od 2011. do 2014. godine zastupnik u Hrvatskome saboru.

## Životopis
Završio je Filozofski fakultet u Zagrebu i Elektrotehnički fakultet u Zagrebu. Tijekom Zagrebačke krize bio je izabrani gradonačelnik, no predsjednik Franjo Tuđman ga nije potvrdio. Kao takav, službeno nije bio pripremljen za gradonačelnika i morao je napustiti dužnost.
Bio je član HSLS-a koja je stupila u savez sa SDP-om na hrvatskim parlamentarnim izborima 2000. godine koje su dobili. Po tome, Radoš postaje ministar obrane u vladi koju vodi Ivica Račan.
Tijekom svog ministarskoga mandata, vojni proračun je prerezan zbog demilitarizacije koja se vodila u vrijeme Račanove vlade. Služenje vojnog roka je prepolovljeno, pa je umjesto 12 mjeseci uvedeno 6 mjeseci služenja. Tijekom mandata planirao je skratiti prihode vojnome osoblju, no to nikada nije ostvareno.
Kada je predsjednik HSLS-a Dražen Budiša napustio vladu, HSLS se podijelio na dva dijela, Radoš je bio članom provladinoga dijela koji je stvorio novu stranku pod nazivom Libra, a Radoš je postao njezin predsjednik. Unatoč njegovom podržavanju vlade, Radoš je dao ostavku i zamijenila ga je SDP-ova Željka Antunović na mjestu ministra.
Libra, zajedno s Radošom, ujedinila se s Hrvatskom narodnom strankom 2005., koja je od tada poznata pod nazivom Hrvatska narodna stranka – liberalni demokrati.

## Vanjske poveznice
- Jozo Radoš na službenoj stranici Hrvatskoga sabora  Arhivirana inačica izvorne stranice od 10. srpnja 2010. (Wayback Machine)